# 大宮賣神
大宮賣神（オオミヤノメ）是神道的神，守護宮殿平安的女神，『延喜式神名帳』和『古語拾遺』表記作大宮賣神（オオミヤノメ）、伏見稻荷大社作大宮能賣大神（オオミヤノメノカミ），其他還有作大宮女命（オオミヤメノミコト）、大宮能賣命（オホミヤノメノミコト）等。

## 神話等之記述
不見於『古事記』或『日本書紀』，但在『古語拾遺』以太玉命之子登場。天照大神從天岩戶移至新殿時擔任侍女，内侍（女官）擅長善言美詞，使君臣之間和樂。
『延喜式』大殿祭的祝詞，記載女神是鎮座皇居，使親王或諸臣不犯過、安心奉仕的守護神。

## 信仰
- 大宮姫稻荷神社（京都府京都市上京區主税町）
- 大宮賣神社（京都府京丹後市）
- 伏見稻荷大社（京都市伏見區）等日本各地的稻荷神社，作為倉稻魂命等之配神陪祀。

## 脚注
1. ↑  稲田智宏「稲荷大神五柱とは何か」『稲荷大神』、戎光祥出版、2009年。
2. ↑  伏見稲荷大社. .   [2016-04-15]. （原始内容存档于2020-11-30）.

## 關連項目
- 八神殿
- 天鈿女命
- 稻荷神
- 倉稻魂命